# Комітет Верховної Ради України з питань свободи слова
Комітет Верховної Ради України з питань свободи слова — утворений 29 серпня 2019 у Верховній Раді України IX скликання. У складі комітету 4 депутатів, голова Комітету — Юрчишин Ярослав Романович.

## Склад
У складі комітету:
1. Юрчишин Ярослав Романович — голова Комітету
2. Брагар Євгеній Вадимович — заступник голови Комітету
3. Швець Сергій Федорович — секретар Комітету, голова підкомітету з питань захисту прав та свобод журналістів і працівників засобів масової інформації
4. Шуфрич Нестор Іванович — член комітету, екс-голова Комітету

## Предмет відання
Предметом відання Комітету є:
- забезпечення свободи слова;
- права громадян на інформацію;
- захист прав та свобод працівників ЗМІ;
- гарантії діяльності засобів масової інформації, захист прав журналістів і працівників засобів масової інформації;